# Bárbara de Aymerich Vadillo
Bárbara de Aymerich Vadillo (Burgos, 1976) es una química y edafóloga agrícola española, experta en educación STEAM con Programación y Robótica Educativa  En 2010 creó el proyecto "Espiciencia" del que es directora.

## Biografía
Bárbara de Aymerich se licenció Ciencia y Tecnología de los Alimentos, posteriormente se graduó en Ciencias Químicas y amplió sus conocimientos en estos campos realizando un doctorado en Ciencias en la especialidad de Edafología y Química Agrícola en la Universidad de Burgos.
Es profesora y colaboradora de la Unidad de Cultura Científica en la Universidad de Burgos. Compagina su labor docente con ser divulgadora científica en plataformas como Scenio, Burgosconecta, Norte de Castilla, o medios como Onda Cero o RNE. Además, colabora en programas internacionales como SCIENTIX Ambassador, es mentora de asociaciones como Innovactoras, STEM Talent Girl o Technovation Challenge, cuyo objetivo es acercar a las niñas y jóvenes a la ciencia y la tecnología y visibilizar a referentes femeninos en estas áreas.
Es directora de la Escuela de Pequeñ@s Científic@s Espiciencia y del Bosque Escuela de Verano Ráspano, ambos proyectos de educación científico-tecnológica en el medio rural y merecedores de diversos galardones a nivel regional, nacional e internacional. Concretamente el proyecto ‘Espiciencia,’ fue creado en 2010 como una escuela integral de ciencia y tecnología situada en Espinosa de los Monteros, que pretender introducir al estudiante en el método científico e incentivar su curiosidad, la participación de los escolares de las zonas rurales y paliar las diferencias de oportunidades de acercamiento a la ciencia entre el estudiantado de zonas rurales y urbanas. El proyecto ha recibido reconocimientos a nivel nacional e internacional y ha sido reconocido públicamente por autoridades como Matthias Maurer, astronauta de la Agencia Espacial Europea. Sus aportaciones inciden en la consecución del objetivo ODS4 "Garantizar una educación inclusiva, equitativa y de calidad y promover oportunidades de aprendizaje durante toda la vida para todos".

## Premios y reconocimientos
- En 2020, recibió el Global Teacher Award, que concede AKS Education Awards, siendo una de las tres personas españolas galardonadas .[10][2]
- El proyecto 'Espiciencia' promovido por ella ha recibido varios premios:
  - 2015: 1º Premio en la I Feria de Ciencia y Tecnología de Castilla y León.[8]
  - 2016: 1º Premio Fundación la Caixa «Hagamos Cuentos de Ciencia» [8]
  - Ganadores STEM Discovery Week Scientix en tres ocasiones.[cita requerida]
  - 2018: Finalista en Space Exploration Master en Bilbao.[11]
  - 2020: 2º Premio International STEM de Escuelas Europeas[12]
  - 2020: 1º Premio de EPO en la Feria Arciteco (Argentina)[8]

## Publicaciones
Ha publicado Expericiencias,  un libro que recoger dieciocho experimentos científicos en La esfera de los libros, además de numerosos artículos de índole educativa.